# Korpus Inżynieryjny (Izrael)
Korpus Inżynieryjny (hebr. ‏חיל ההנדסה הקרבית‎, Chejl ha-Handasa ha-Krawit, skrót. חה"ן, Chahan) – wyższy związek taktyczny wojsk lądowych Sił Obronnych Izraela. Izraelska armia dysponuje licznymi jednostkami wsparcia inżynieryjnego, które wykonują najbardziej złożone prace wymagającego specjalistycznego przygotowania i zastosowania różnorodnego sprzętu inżynieryjnego.

## Zadania i struktura

### Zadania
Do zadań jednostek inżynieryjnych należy zapewnienie mobilności wojsk zmechanizowanych, utrzymywanie przejezdności dróg, budowa fortyfikacji i punktów obrony, działania saperskie, działania w zakresie broni masowego rażenia oraz obsługa wszelkich specjalistycznych maszyn inżynieryjnych.

### Struktura
Korpus inżynieryjny od strony organizacyjnej i szkoleniowej podlega Dowództwu Wojsk Lądowych, które opracowuje koncepcje współczesnego pola walki. Do zmieniających się potrzeb dostosowywane są systemy szkoleń, uzupełnienia kadrowe i zakupy uzbrojenia. Dowództwo Wojsk Lądowych nie może uruchamiać sił lądowych do działań operacyjnych. W okresie wojny lub konfliktu zbrojnego, Dowództwo Wojsk Lądowych pełni funkcje doradcze dla Sztabu Głównego, który uruchamia siły lądowe poprzez rozkazy wykonywane w Dowództwach Północnym, Centralnym i Południowym.
Na poziomie Dowództwa Wojsk Lądowych korpus inżynieryjny ma następującą strukturę organizacyjną:
- 14 Szkoła Inżynierii Wojskowej (Bahalatz)
- 76 Batalion Yanshuf (Sowa) – specjalistyczne działania w zakresie broni masowego rażenia
- Jednostka Inżynieryjna do Specjalnych Misji (Yahalom)
  - Kompania Sayeret Yael – komandosi wojsk inżynieryjnych
  - Kompania Tuneli i Kryjówek (Samur)
  - Kompania Robotów (Hevzek)
  - Kompania Antyterrorystyczna (Midron Mushlag)
  - Kompania Saperska (Sap)
- Jednostka Szkoleniowa (Magal)
  - Szkoła Dowodzenia
  - Baza Podstawowego Szkolenia (Dotan)

Żołnierze po przejściu systemu szkoleń podstawowych i specjalistycznych są kierowani do brygad inżynieryjnych przeznaczonych do zabezpieczenia działań bojowych wojsk lądowych. W skład typowej brygady saperów wchodzą pododdziały: rozpoznania inżynieryjnego, saperów, inżynieryjno-drogowe, minowania i rozminowania, maszyn inżynieryjnych, wydobywania i oczyszczania wody, maskowania. Dodatkowo każda brygada piechoty posiada bojową jednostkę saperów, która zapewnia wsparcie inżynieryjne i pomoc w obsłudze pojazdów mechanicznych. Brygady pancerne posiadają osobne zmechanizowane jednostki inżynieryjne, które zapewniają wsparcie inżynieryjne ciężkiemu sprzętowi bojowemu, w tym czołgom.
| Dowództwo Południowe: - Zmechanizowany Batalion Inżynieryjny (Abirei HaPlada) - Batalion Łączności Południowego Dowództwa (HaBsor) - w składzie 366 Dywizji Pancernej: - 373 Batalion Łączności (Ra’am) - w składzie Brygady Giwati: - Zmechanizowana Kompania Inżynieryjna (Dolev) - Kompania Łączności (Maor) - w składzie Dywizji Terytorialnej Gaza: - Zmechanizowana Kompania Inżynieryjna (Knights of Steel) - Batalion Łączności Dywizji Gazy - w składzie Dywizji Terytorialnej Edom: - Batalion Łączności Dywizji Edom | Dowództwo Centralne: - Batalion Łączności Centralnego Dowództwa - Zmechanizowany Batalion Inżynieryjny - w składzie 162 Dywizji Pancernej: - Batalion Łączności Dywizji - w składzie 401 Brygady Pancernej: - 601 Zmechanizowany Batalion Inżynieryjny (Assaf) - w składzie Brygady Nachal: - Zmechanizowana Kompania Inżynieryjna (Sapphire) - Batalion Łączności (Agate) - w składzie 98 Dywizji Spadochronowej: - Kompania Inżynieryjna (Coluber) - Kompania Łączności (Eryx) - w składzie Dywizji Terytorialnej Judei i Samarii: - Zmechanizowana Kompania Inżynieryjna (Hatulei HaBar) - Batalion Telekomunikacji (Ofek) | Dowództwo Północne: - Batalion Łączności Północnego Dowództwa - Batalion Inżynieryjny - w składzie 36 Dywizji Pancernej: - Batalion Łączności Dywizji - w składzie 7 Brygady Pancernej: - 603 Zmechanizowany Batalion Inżynieryjny (Lahaw) - 353 Kompania Łączności - w składzie 188 Brygady Pancernej: - 605 Zmechanizowany Batalion Inżynieryjny (HaMahatz) - w składzie Brygady Golani: - Zmechanizowana Kompania Inżynieryjna - 531 Kompania Łączności - w składzie Dywizji Terytorialnej Galil: - Batalion Łączności (Galil) |

## Uzbrojenie
Pod względem wykonywanych zadań żołnierze jednostek inżynieryjnych dzielą się na:
- Saperzy – przechodzą normalne szkolenie bojowe piechoty, a dodatkowo zdobywają wszystkie podstawowe umiejętności techniczne. Ich głównym zadaniem jest pokonywanie przeszkód terenowych (sztucznych i naturalnych), unieszkodliwianie min i niewypałów, oraz umożliwianie siłom lądowym pokonanie pól minowych, aby związki taktyczne mogły dotrzeć na pole bitwy. Są przygotowani do udzielenia wsparcia piechocie i ich wozom bojowym. Niektórzy z saperów przechodzą szkolenie w prowadzeniu walki w pojazdach opancerzonych Puma.
- Operatorzy pojazdów inżynieryjnych – przechodzą normalne szkolenie bojowe piechoty, a dodatkowo zdobywają specjalistyczną wiedzę w zakresie eksploatacji ciężkich urządzeń mechanicznych i pojazdów inżynieryjnych, takich jak spychacze, koparki, dźwigi, ciągniki i inne. Operatorzy opancerzonych buldożerów Caterpillar D9 biorą udział w misjach bojowych jednostek do których przynależą. Wspierają działania czołgów i piechoty na polu walki, a czasami uczestniczą w działaniach sił specjalnych.
- Żołnierze jednostki NBC są ekspertami w dziedzinie usuwania zagrożeń chemicznej, biologicznej i jądrowej.
- Eksperci od bomb specjalizują się w bezpiecznym detonowaniu materiałów wybuchowych bez udziału saperów i bez powodowania uszkodzeń. Wśród ich wyposażenia można zobaczyć karabin wyborowy Barrett M82 i zdalnie sterowane roboty saperskie EOD.
- Eksperci od rozbiórek zostali wyszkoleni w zakresie skutecznego wyburzania i wysadzania różnych obiektów. Materiały wybuchowe mogą być ukryte w różnych przedmiotach, np. telefonach komórkowych lub w dużych budynkach. Żołnierze ci biorą udział w działaniach sił specjalnych.
- Eksperci od fortyfikacji projektują i nadzorują budowy baz wojskowych, posterunków, mostów i umocnień terenowych.
- Eksperci od tuneli zajmują się poszukiwaniem i niszczeniem podziemnych tuneli używanych do przemytu broni.